# Tadhg Kelly

Tadhg Kelly (2008)

Tadhg Kelly (* 3. Oktober 1988 in Chicago, Illinois als Brandon - Joseph Kelly) ist ein US-amerikanischer Schauspieler. Sein aktueller Wohnort ist Los Angeles.

## Filmografie
- 2004–2007: Unfabulous
- 2006: Garden Party